# Kurt-Meisel-Preis
Der Kurt-Meisel-Preis ist ein Theaterpreis, den die Freunde des Residenztheaters e. V. seit 1997 jährlich an ein Ensemblemitglied des Residenztheaters für dessen herausragende künstlerische Leistung verleihen. Er ist nach Kurt Meisel, dem 1994 verstorbenen Regisseur, Schauspieler und Intendanten des Residenztheaters, benannt und derzeit mit 5000 Euro dotiert. Darüber hinaus werden bereits seit 1983 zwei Förderpreise für junge Theatertalente verliehen, die mit je 3000 Euro dotiert sind.

## Preisträger
- 1997: Elisabeth Rath
- 1998: Jan Gregor Kremp
- 1999: Oliver Stokowski (Förderpreise: Tanja Schleiff, Heiko Raulin)
- 2000: Barbara Melzl (Förderpreise: Anna Riedl, Paul Herwig)
- 2001: Tanja Schleiff
- 2002: Darstellerinnen aus dem Chor der kriegsgefangenen Frauen von Troja in Hekabe (Eva Gosciejewicz, Barbara Melzl, Jennifer Minetti, Annika Pages, Anna Riedl, Heide von Strombeck, Tanja Schleiff, Anna Schudt, Lisa Wagner, Ulrike Willenbacher, Natalie Forester, Maresa Lühle, Anke Stedingk)
- 2003: Jens Harzer (Förderpreise: Lisa Wagner, Oliver Möller)
- 2004: Florian Boesch (Förderpreise: Marina Galic, Thomas Loibl)
- 2005: Stiftung ans Comité Cuvilliés in Höhe von 15.000 €
- 2006: Anna Schudt (Förderpreise: Lena Dörrie, Jan-Peter Kampwirth)
- 2007: Stefan Hunstein (Förderpreise: Franziska Rieck, Robert Joseph Bartl)
- 2008: Sibylle Canonica (Förderpreise: Stephanie Leue, Felix Rech)
- 2009: Cornelia Froboess (Förderpreise: Anne Schäfer, Shenja Lacher)
- 2010: Schauspieler und Begründerin der Reihe Kinder-Buch-Theater: Juliane Köhler, Anna Riedl, Lucy Wirth, Thomas Gräßle, Shenja Lacher, Thomas Loibl, Felix Rech, Tobias Schulze, Stefan Wilkening, Cindy Jänicke
- 2011: Lucy Wirth und Felix Rech (Förderpreise: Stefanie Bauerochse, Manuela Kücükdag, Sebastian Linz und Manfred Riedel)
- 2012: Bibiana Beglau (Förderpreis: Andrea Wenzl)
- 2013: Birgit Minichmayr (Förderpreise: Friederike Ott und Franz Pätzold)
- 2014: Shenja Lacher (Förderpreise: Gregor Turecek, Maximilian Lindner und Johanna Hlawica)
- 2015: Sophie von Kessel (Förderpreise: Ana Zirner, Bettina Pommer und Henriette Müller)
- 2016: Oliver Nägele (Förderpreise: Genija Rykova und Valerie Pachner)
- 2017: Thomas Loibl (Förderpreise: Nora Buzalka und Thomas Lettow)
- 2018: Franz Pätzold (Förderpreise: Mathilde Bundschuh und Philip Dechamps, Ehren-Freundschaftspreis: Alfred Kleinheinz)
- 2019:  Juliane Köhler (Förderpreise: Lilith Häßle und Nils Strunk)
- 2020: Nicola Mastroberardino (Förderpreise: Liliane Amuat und Michael Wächter)
- 2021: Lisa Stiegler, Linda Blümchen, Massiamy Diaby, Florian Jahr (Resi sendet – Digitalpreise)
- 2022: Charlotte Schwab (Förderpreise: Antonia Münchow und Max Rothbart)
- 2023: Robert Dölle (Förderpreise: Johannes Nussbaum und Vincent zur Linden)
- 2024: Moritz von Treuenfels (Förderpreise: Isabell Antonia Höckel und Vassilissa Reznikoff)
- 2025: Lea Ruckpaul (Förderpreise: Niklas Mitteregger und Thomas Hauser)[1]

## Belege
1. ↑  München: Kurt-Meisel-Preis 2025 für Lea Ruckpaul, nachtkritik.de vom 26. Mai 2025, abgerufen am 1. Juni 2025